# 전태양
전태양(全太陽, 1994년 9월 18일~)은 대한민국 스타크래프트, 스타크래프트 II 프로게이머이며, 주 종족은 테란이다. TY라는 아이디를 사용한다.(스타1 시절에는 By.Baby이다.)
2007년 상반기 드래프트에서 팬택 EX(전 위메이드 폭스)의 추천선수로 입단하였다.
2007 신한은행 프로리그 후기리그에서 박대만을 상대로 프로리그 데뷔전을 치렀다.
현역 프로게이머중에서 APM이 가장 높은 것으로 알려졌다.(400내외) 전태양은 또한 왼손잡이로 알려져있다. 게임할 때는 오른손으로 하지만, 그의 일상 사진등을 보면 왼손을 많이쓰는 모습이 있다.

## 활동 상황
당시 초등학교 3학년이었던 전태양은 2003년 '한빛소프트배 스타짱을 찾아라'라는 대회에서 준우승, 이후 위메이드 폭스의 전신인 팬택 EX에서 연습생 생활을 거쳤다. 이 때 엘리트 스쿨리그에 나가서 이름을 알렸다. 2007년 상반기 드래프트에서 팬택 EX의 추천 선수로 지명을 받았고, 이 후 위메이드 폭스 팀에 합류한다.
2007년 신한은행 프로리그 후기리그 공군 ACE전에서 박대만을 상대로 데뷔전을 치루었다. 전태양은 그 경기에서 승리하며 프로게이머 최연소 승리 기록을 새롭게 썼다.
2010년 MSL 오프라인 예선을 뚫은 뒤 서바이버 토너먼트에서 김현우, 박찬수를 꺾고 처음으로 개인리그 MSL 진출에 성공하였으며, 3월 12일 금요일 대한항공 스타리그 Season 1 36강전에서는 조일장을 누르고KeSPA 랭킹 2위인 이제동과 경기를 치르게 되었다. 그러나 이제동은 1, 2차전에서 연이어 제대로 기량을 발휘하지 못한 채 경기를 내주었고, 전태양은 이로써 대한항공 스타리그 Season 1 16강 진출에 성공했다. 이후 대한항공 스타리그 Season 1 16강 B조에 속한 전태양은 송병구를 완벽한 운영으로 격파하는 데 성공했고, 이어 2010 MSL S1에서도 다시 이제동을 꺾고, 또 박성준을 꺾으면서 16강 진출에 성공했다. 하지만, 16강에서 떠오르는 웅진의 신예 테란 정종현에게 불의의 일격을 당하며 아쉽게 16강에서 탈락하였다. 그리고 이어지는 대한항공 스타리그 2010 Season 1 8강에서도 최종병기 이영호에게 2:0으로 탈락하였다.
09-10 신한은행 프로리그 3R에서는 공군 ACE와의 경기에서 올킬을, 4R 전적 9승 1패로 최고의 기량을 보여주며 위메이드 폭스의 새로운 에이스로 거듭났다. 이어지는 5R에서는 KT와의 에이스 결정전에서 상대전적 3:0으로 압도당하던 이영호를 꺾고 팀의 승리를 이끌어 화제가 되었다. 그러나 6월 17일 서바이버 토너먼트에서 박수범, 도재욱에게 일격을 당하며 2패로 탈락하면서 타격을 입었고, 6월 29일 프로리그 CJ전에서는 진영화에게 패하며 팀 역시 패배하였고 잠시 연패의 늪에 빠졌으나 신한은행 프로리그 10-11 개막 이후 좋은 성적을 보여주며 팀의 에이스로 자리매김하고 있다.
2011년 8월 22일 위메이드 폭스가 정식 해체 이후 2011년 11월 제8프로게임단 선수로 입단했다. 입단 직후에는 낯선 환경에 좋은 성적을 내지 못하였고, Tving 스타리그 2012에서도 시드를 받아서 예선 없이 듀얼에 진출했으나, KT 롤스터의 김성대에게 패하며 Tving 스타리그 2012 본선에 진출하는데 실패했다. 그러나 SK플래닛 스타크래프트 II 프로리그 시즌2부터는 조금씩 상승세를 타기 시작하였고, 스타리그 예선을 통과하며 옥션 올킬 스타리그 2012에 진출했다. 2012년 8월 2일 현재, KeSPA랭킹 21위에 랭크되어있다.
WCG 2012 대표 선발전 예선에서 SKT T1의 정명훈과 MVP팀의 김경덕을 꺾고 본선에 진출했다.(이는 전태양의 랭킹이 7월에 비해 6계단 상승하는데 프로리그에서의 활약과 같이 적지 않은 역할을 했다.)
옥션 올킬 스타리그 2012에서 도재욱에게 첫경기를 내주었으나, 패자전에서 김도우를, 최종전에선 도재욱에게 승자전에서 패한 김명운을 꺾고 본선에 진출하였다.
제8게임단의 에이스이던 이제동이 EG-TL에 1년간 임대되면서 전태양은 사실상 제8게임단의 에이스 역할을 맡게 되었다. 하지만 그 부담때문인지 기복이 심한 모습을 보여줬고, 2라운드부터 3라운드 1주차 경기까지는 5연패를 겪기도 했다.
이후 제8게임단이 진에어의 지원을 받게 되어 진에어 그린윙스 소속으로 활동하게 되었다.
2013년 9월 5일 '2013년 FA 대상자'에 선정된 전태양은 원소속팀인 진에어 그린윙스와의 재계약 체결에 실패, FA 시장에 나오게 되었다. 이후 2013년 9월 16일 '2013년 프로게이머 FA 영입 의향 게임단 협상'에서 KT 롤스터가 전태양과의 이적 합의에 성공, KT 롤스터로 이적했다. 이는 프로게이머 FA 제도가 창설되고 타 게임단으로 이적한 최초의 사례이다.
KT 롤스터로 이적 후 프로리그에서 이영호와 주전으로 출전해 1라운드에서만 7전 전승을 기록하였다.
2016년 5월 1일에 벌어진 2016 핫식스 글로벌 스타크래프트 II 리그 시즌 1 코드 S 결승전에서 같은 팀 동료인 주성욱을 만나 분전했지만 2:4로 아쉽게 패하며 준우승에 머물렀다.
2016년 10월 kt 롤스터의 스타크래프트 II 종목 팀 해체로 무소속 신분이 되었다.

## 별명
- 방학테란 - 전태양은 중학생부터 프로게이머 생활을 시작했지만 학업에 열중하기 위해 경기 대부분이 방학에만 출전을 했기 때문에 방학테란이라는 별명이 붙었다.
- 전썬 - 전태양의 성과 이름중 이름이 태양이라 이것을 영어로 해서 썬(SUN)이 되기 때문에 전썬이라는 별명이 붙었다.
- 속도의 전태양 - 전태양이 현역 프로게이머중 가장 APM이 높은 것으로 알려져 있어서(500내외) 붙여졌다.
- John Sun - 전태양은 중요도가 높아지는 경기에서 실력에 비해 낮은 경기력을 보여주는 경우가 잦았고 따라서 상대적으로 스타크래프트에 약한 외국인이 된다는 웃긴 논리로 외국 이름의 별명이 붙었다. John Sun 입국모드라고 한다.

## 에피소드
대 이제동 전 눈물 사건
2008년 1월 6일, 위메이드 폭스와 르까프 OZ(현 화승 OZ)의 신한은행 2007 후기 프로리그 경기가 있었다. 각 팀의 제2주자로 위메이드 폭스는 전태양을, 르까프 OZ는 테란전에서 가장 강한 저그인 이제동을 내보냈다. 일방적으로 전태양이 질 것이라는 예상과는 달리, 전태양은 초중반 상당 부분 선전했고, 오히려 이제동이 궁지에 몰리는 상황이었다. 그러나, 전태양의 바이오닉 병력이 본진에서 잠시 나갔다가, 이제동의 기계적인 뮤탈리스크 컨트롤 앞에 전부 잡히면서 경기가 확 기울어졌고, 결국 이제동은 뮤탈리스크로 전태양의 본진을 맹포격해 GG를 받아내었다. 경기 후 전태양은 눈물을 글썽이는 모습을 보여 양팀 선수들 뿐 아니라 팬들까지도 안타깝게 했다.
대한항공 스타리그 2010 Season 1 8강 이영호와의 대결
2010년 4월 30일, 당대 최고의 테란이라 칭해지던 이영호와의 경기에서 아쉽게 패했지만, 엄청난 경기속도와 이영호에 맞먹는 기량을 보여주며 차세대 테란 원탑으로써의 가능성을 보였다. 대한항공 스타리그 시즌1의 일명 눈정화 경기라고 불리는 최고의 테테전이라 손꼽히는 경기이기도 하다.

## 주요 선수들과의 전적

#### 전태양의 천적들 정명훈과 조병세
전태양은 정명훈과 조병세를 만나면 자주 졌다. 상대전적은 조병세한테는 공식전만 포함 2:2 타이, 그러나 비공식까지 포함하면 2:5 더 열세다. 정명훈한텐 공식전만으로는 2013년 5월에 처음 이겨서 1:6, 비공식전인 WCG 2012 스타2 대표선발전 1차 예선 8조 결승에서 2:1로 승리하면서 비공식전까지 합친 상대전적이 3:7이 되었으나 그래도 밀린다.

#### 박상우와의 관계
전태양과 박상우는 박상우가 E-STRO에 있을시절부터 만났다. 박상우는 전태양만 만나면 경기력이 떨어지거나 아쉽게 졌다. 박상우가 유리했음에도 불구하고 전태양의 빠른 스피드에 따라가지못해 지는 경우가 많았다. 전태양이 정명훈에 공식전만으로 0:5로 밀려 있는 것관 정반대의 전적이다. 박상우는 전태양에게 공식전 0:5로 한번도 이기지 못하고 은퇴하면서 이제 두선수는 더 이상 만날 기회가 없어지게 되었다.

#### 택뱅과의 관계
프로토스전에서 약점을 보이는 전태양이지만 대 테란전에 강하다는 송병구를 상대로는 전태양이 빠른 속도와 뛰어난 멀티태스킹, 현란한 컨트롤을 이용해 비공식전까지 합쳐서 5전 4승 1패 중이다. 공식전만의 전적은 4전 3승 1패이다. SK플래닛 스타크래프트 프로리그 시즌2 2라운드 경기에서 송병구전 전승이 끊겼다. 그러나 경기때마다 이상하게 운이 좋은 김택용을 상대로는 전태양의 장점이 제대로 발휘되지 않으며 공식전만 포함하면 7전 1승 6패, 비공식전까지 포함하면 9전 1승 8패로 대 김택용전에 심각한 약점을 드러내고 있다. 여담으로 김택용 외에 전태양에게 강한 프로토스로는 진영화, 김대엽, 허영무가 있다.

#### 리쌍과의 관계
리쌍에도 상대전적에서 밀려있다. 이제동에는 4:6으로 밀려 있고 이영호에도 2:6으로 밀려 있다. 이제동과는 SK플래닛 스타크래프트 프로리그 시즌1부터 같은 팀이었기에 개인리그 외에는 만날 일이 없었으나, SK플래닛 프로리그 12-13 한시즌동안 이제동이 EG-TL소속으로 활동하게 되면서 둘이 프로리그에서 대결할 가능성이 생겼으며 이 시즌중 3라운드에서 맞붙어서 전태양이 이겼다. 2013년 말부터는 이영호와 같은 팀이 되어 개인리그에서만 만날 수 있게 되었다.

#### 이경민과의 관계
프로토스전 승률이 다소 낮은 전태양이지만, 송병구에게처럼 전승을 기록중인 선수들도 있다. 이경민에도 전승중. 2009 MSL 서바이버 토너먼트 시즌2 3조 1경기, 신한은행 프로리그 09-10 5라운드 하이트전 2세트, 신한은행 프로리그 10-11 2라운드 하이트전 3세트까지 모두 승리하면서 상대전적 3:0이다. 이전적은 이경민이 프로게이머 은퇴를 선언하면서 더 이상 변하지 않는다.

#### 오영종과의 관계
오영종과의 전적은 공식전만으로는 2:0 우세지만, 비공식전까지 합치면 2:4로 밀린다. 비공식전만 보면 0:4 무승. 1차 스타챌린지 2008 예선 J조 8강에서 0:2 셧아웃 탈락, TG삼보-인텔 클래식 시즌1 64강 2라운드에서도 0:2 패하며 탈락, 그러나 신한은행 프로리그 08-09 5라운드 공군전 2세트에서 전태양이 승리, 신한은행 프로리그 09-10 3라운드 공군전 3세트도 전태양이 승리했다. 오영종의 은퇴로 다신 만날 일이 없다.

#### 김현우와의 관계
김현우와의 전적은 공식전만으로는 1:0, 비공식전까지 합치면 3:1 강세다. TG삼보-인텔 클래식 시즌3 32강에서 2:1 승리, 2010 MSL 서바이버 토너먼트 시즌1 7조 최종전에서도 승리하며 MSL 진출에 성공했다.

#### 어윤수와의 관계
어윤수와의 관계는 공식전만으로는 1:1, 비공식전까지 합치면 4:1 더 강세다. TG삼보-인텔 클래식 시즌2 64강 1라운드에서 2:0 승리, 2009년 12월에 열린 KeSPA 드림리그 09-10 1라운드 SKT전 4세트에서도 전태양, 그러나 신한은행 프로리그 09-10 준플레이오프 1차전 SKT전 3세트에서는 어윤수에 패배, 그러나 SK플래닛 스타크래프트 프로리그 시즌1 1라운드 제8게임단전 1세트에서는 다시 설욕에 성공했다.

#### 이성은과의 관계
이성은에는 강력하다. 상대전적 공식전만으로는 2:1이며, 비공식전까지 합치면 4:1로 더 강력하다. 공식전에서는 신한은행 프로리그 10-11에서만 세차례 맞붙었었고, 신한은행 프로리그 10-11 3라운드 공군전 4세트 승리, 4라운드 공군전 7세트까지 승리하면서 이성은의 역올킬을 저지했으며, 그러나 6라운드 공군전 2세트에서는 패했다. 그 후 스타리그 2012 시즌2 예선 B조 결승전에서 만나 스타2에서 프로토스로 플레이하는 이성은을 2:0으로 꺾고 듀얼 진출에 성공했다. 이성은의 은퇴로 다신 만날 일이 없다.

#### 이재호와의 관계
이재호와는 치열한 관계이다. 비공식전은 없고 공식전만 치렀다. 이둘은 오직 프로리그 에서만 만났는데 신한은행 프로리그 09-10 포스트시즌에 3번연속 같은맵에 출전하여 대결을 가진적도 있다.
최근엔 SK플래닛 스타크래프트 프로리그 시즌1에서 한번, SK플래닛 스타크래프트 II 프로리그 시즌2에서 스타2로 한번 만났었는데 둘다 전태양이 승리를 거두면서 4:5로 뒤져있던 상대전적을 6:5로 근소하게 뒤집었다.

## 주요 기록

### 전적
통산전적 (13.05.20 기준, 스타2 전적포함)
|             | 경기 | 승-패   | 승률  |
| ----------- | ---- | ------- | ----- |
| 대 테란     | 92   | 50–42   | 54.3% |
| 대 저그     | 77   | 41–36   | 53.7% |
| 대 프로토스 | 87   | 41–46   | 47.1% |
| 총합        | 256  | 132–124 | 51.6% |

### 개인리그
스타크래프트 II : 프리미어 개인리그 우승 3회, 준우승 4회

#### 스타크래프트
- 2003년 5월 한빛소프트배 스타짱 선발대회 준우승
- 2004년 5월 한빛소프트배 스타짱 선발대회 4위
- 2006년 8월 제1회 엘리트 학생복 스쿨리그 4강
- 2007년 1월 엘리트 학생복 스쿨리그 3차시즌 왕중왕전 초등부 우승
- 2009년 4월 곰TV TG삼보-인텔 클래식 2008 시즌3 16강
- 2010년 2월 대한항공 스타리그 2010 Season 1 8강
- 2010년 2월 하나대투증권 MSL 2010 16강
- 2010년 6월 대한항공 스타리그 2010 Season 2 36강
- 2010년 10월 박카스 스타리그 2010 36강
- 2011년 6월 진에어 스타리그 2011 16강
- 2012년 4월 Tving 스타리그 2012 24강

#### 스타크래프트 II
- 2012년 8월 옥션 올킬 스타리그 2012 16강
- 2012년 11월 핫식스 GSL 시즌5 코드S 32강
- 2013년 2월 핫식스 2013 글로벌 스타크래프트 II 리그 시즌 1 Code S 32강
- 2013년 2월 핫식스 2013 글로벌 스타크래프트 II 리그 시즌 1 Code A 48강
- 2013년 7월 타이완 오픈 스타크래프트2 초청전 준우승
- 2014년 4월 2014 WCS 코리아 시즌 2 핫식스 글로벌 스타크래프트 II 리그 코드 A 48강
- 2014년 4월 2014 DreamHack Open: Bucharest 16강
- 2014년 8월 2014 WCS 코리아 시즌 3 핫식스 글로벌 스타크래프트 II 리그 코드 S 32강
- 2014년 10월 WECG 2014 한국대표선발전 스타크래프트 ll 부문 4위
- 2014년 11월 HomeStory Cup X 8강
- 2014년 11월 2014 핫식스컵 라스트 빅매치 16강
- 2014년 12월 Kung Fu Cup 2014 #1 4강
- 2015년 1월 네이버 스타크래프트 II 스타리그 2015 시즌 1 16강
- 2015년 2월 2015 글로벌 스타크래프트 II 리그 시즌 1 코드 S 8강
- 2015년 4월 2015 스베누 글로벌 스타크래프트 II 리그 시즌 2 코드 S 32강
- 2015년 7월 2015 핫식스 글로벌 스타크래프트 II 리그 시즌 3 코드 A 48강
- 2015년 7월 IEM Season X - Shenzhen 4강
- 2015년 7월 스베누 스타크래프트 II 스타리그 2015 시즌 3 4강
- 2015년 11월 SanDisk SHOUTcraft Invitational II 준우승
- 2015년 11월 DreamHack ROCCAT LotV Championship 6강
- 2015년 12월 2016 핫식스 글로벌 스타크래프트 II 리그 프리시즌 1주차 16강
- 2015년 12월 2016 핫식스 글로벌 스타크래프트 II 리그 프리시즌 2주차 준우승
- 2016년 4월 2016 핫식스 글로벌 스타크래프트 II 리그 시즌 1 코드 S 준우승(vs 2:4 주성욱)
- 2016년 5월 2016 Kung Fu Cup Season 1 준우승
- 2016년 6월 스타크래프트 II 스타리그 2016 시즌 2 8강
- 2016년 7월 2016 핫식스 글로벌 스타크래프트 II 리그 시즌 2 코드 S 8강
- 2016년 9월 2016 스타크래프트 II KeSPA컵 4강
- 2016년 10월 2016 WCS 글로벌 파이널 8강
- 2016년 11월 WESG 2016 - Asia-Pacific 지역예선 우승 (vs 3:0 조성주)
- 2016년 11월 HomeStory Cup XIV 16강
- 2017년 1월 World Electronic Sports Games 2016 우승 (vs 4:3 조성주)
- 2017년 1월 2017 핫식스 글로벌 스타크래프트 II 리그 시즌 1 코드 S 8강
- 2017년 3월 IEM Season XI - World Championship 우승 (vs 4:3 김대엽)
- 2017년 4월 GSL Super Tournament 시즌 1 16강
- 2017년 4월 2017 핫식스 글로벌 스타크래프트 II 리그 시즌 2 코드 S 8강
- 2017년 7월 IEM Season XII - Shanghai 4강
- 2017년 7월 2017 핫식스 글로벌 스타크래프트 II 리그 시즌 3 코드 S 8강
- 2017년 8월 GSL vs the World 준우승 (vs 0:4 이신형)
- 2017년 10월 2017 WCS 글로벌 파이널 4강
- 2018년 1월 2018 글로벌 스타크래프트 II 리그 시즌 1 코드 S 16강
- 2018년 2월 IEM Season XII - World Championship 8강
- 2018년 4월 2018 글로벌 스타크래프트 II 리그 시즌 2 코드 S 4강
- 2018년 7월 2018 글로벌 스타크래프트 II 리그 시즌 3 코드 S 준우승 (vs 3:4 조성주)
- 2018년 9월 2018 GSL Super Tournament 시즌2 16강
- 2018년 10월 2018 WCS 글로벌 파이널 8강
- 2019년 3월 IEM Season XIII - Katowice 12강
- 2019년 3월 2019 마운틴듀 글로벌 스타크래프트 II 리그 시즌 1 코드 S 8강
- 2019년 4월 2019 마운틴듀 글로벌 스타크래프트 II 리그 시즌 2 코드 S 32강
- 2019년 7월 2019 마운틴듀 글로벌 스타크래프트 II 리그 시즌 3 코드 S 8강
- 2019년 8월 2019 GSL vs the World 16강
- 2019년 10월 2019 GSL Super Tournament 시즌2 준우승 (vs 0:4 박령우)
- 2020년 6월 2020 LG 울트라기어 | 핫식스 GSL 시즌 1 코드 S 우승 (vs 4:0 김도욱)
- 2020년 11월 2020 LG 울트라기어 | 핫식스 GSL 시즌 3 코드 S 우승 (vs 4:2 조성주)